# Целоплана Мечникова
Целоплана Мечникова (лат. Coeloplana metschnikowii) — вид гребневиков из отряда платиктенид. Был открыт в 1871 году (описан в 1880 году) российским учёным-эмбриологом, академиком А. О. Ковалевским в Красном море (в окрестностях Тора). Целопана была найдена Ковалевским только в одном экземпляре на листке Zostera на глубине 20—30 метров и названа в честь знаменитого русского зоолога Ильи Мечникова — Coeloplana Metschnikowii. Родовое название Coeloplana показывало её родственное отношение к Coelenterata и планариям.

## Описание
В конце XIX века считалось, что этот организм (как и некоторые другие открытые в то время ползающие гребневики) является особой переходной формой между кишечнополостными и ресничными червями. Тем не менее, самим Ковалевским целоплана была уже тогда причислена к классу гребневиков, или Ctenophora, в силу устройства кишечного канала, присутствия 2 втяжных щупалец и слухового органа, помещающегося в центре спинной стороны на конце, диаметрально противоположном ротовому отверстию, — тогда как общая форма тела, ресничный покров и образ жизни организма сближает его с плоскими червями, то есть Turbellaria. Другой подобный же организм, в XIX веке также считавшийся переходным, снабжённый гребневидными мерцательными пластинками, был открыт впоследствии А. Коротневым в Индийском океане и назван в честь Ковалевского (Ctenoplana Kowalevskii).
По внешнему виду целоплана напоминает планарию, принадлежащую к ресничным червям, и представляет собой продолговатую пластинку неправильных очертаний (хотя в целом форма тела близка к овальной), сплющенную в спинно-брюшном направлении и снабжённую по обоим концам тела весьма длинными и разветвлёнными щупальцами, которые могут быть различного цвета: красного, жёлтого, зелёного, серого или беловатого. Животное достигает довольно небольших размеров — до 7 сантиметров в длину и 5 в ширину. Со спинной стороны окраска обычно сероватая, с брюшной — белая.
Щупальца целопланы могут быть совершенно втянуты в тело и помещаются при этом в особых бутылкообразных влагалищах, расширенных у основания и открывающихся наружу суженным горлышком. Щупальца плотные, то есть не имеют внутренней полости (как у большинства гребневиков), и состоят из студенистого вещества и продольных мышечных волоконцев, идущих как вдоль всего ствола, так и маленьких ветвей. Ротовое щелевидное отверстие помещается посередине брюшной стороны тела, покрытой ресничками, на которой животное ползает, и ведёт в кишечник или пищеварительную полость, в которой различают центральную и периферическую части. Центральная часть является однообразной, то есть в виде большой, сплющенной в спинно-брюшном направлении полости, от которой по всем направлениям, без особого порядка, отходят к периферии ветвящиеся и анастомозирующие между собой каналы, сообщающиеся вдоль наружного края пластинчатого тела круговым, или кольцевым, каналом, снабжённым мелкими слепыми выступами. От центральной полости, в которой можно заметить как бы деление на четыре мешка, отходят к спинной стороне тела два отростка кишечника, оканчивающиеся слепыми полулунными расширениями. Между этими расширениями, то есть на спинной стороне тела, непосредственно над ротовым отверстием помещается пузырёк, наполненный жидкостью и содержащий группу отолитов, находящихся в постоянном дрожательном движении, и представляющий орган слуха. На верхней стороны тела целопланы в большой количестве располагаются так называемые «сосочки». Гребные пластинки развиты только у личиночной формы животного, в отличие от других гребневиков, которым они свойственны во взрослом состоянии.
Целоплана ползает по различным предметам, наподобие планарий, всей брюшной стороной своего тела, причём та сторона, которая направлена вперед, является несколько короче; во время ползания щупальца втянуты в тело, тогда как в спокойном состоянии, когда целопана сидит неподвижно, щупальца бывают выпячены наружу.